# Fabiola Rueda-Oppliger
Luz Fabiola Rueda García, verheiratete Oppliger (geboren am 26. März 1963 in Bucaramanga, Kolumbien), ist eine Schweizer Leichtathletin kolumbianischer Abstammung. Als Marathonläuferin und Spitzenathletin mit Spezialisierung auf Bergläufe gewann sie 1987 und 1988 zwei Weltmeistertitel im Berglauf.

## Werdegang

### Beginn und Erfolge auf der Bahn
Der Trainer Giovanni Vega entdeckte die talentierte Läuferin. Fabiola Rueda absolvierte ein strukturiertes Trainingsprogramm und erzielte bei Mittelstreckenrennen auf der Bahn hervorragende Ergebnisse. Ihren ersten Erfolg feierte sie bei den Leichtathletik-Zentralamerika- und Karibikmeisterschaften 1983 in Havanna mit dem Gewinn der Silbermedaille im 3000-Meter-Lauf in 9:40,10 Minuten. Im September des gleichen Jahres nahm sie an den Iberoamerikanischen Leichtathletikmeisterschaften in Barcelona teil und sicherte sich im 3000-Meter-Lauf mit dem persönlichen Rekord von 9:27,59 Minuten Bronze.
Am 19. Januar 1985 nahm sie an den Hallenweltmeisterschaften in Paris teil. Im 3000-Meter-Lauf belegte sie mit einer Zeit von 10:7,18 Minuten den siebten Platz und stellte damit einen neuen Landesrekord auf. Bei den Leichtathletik-Südamerikameisterschaften 1985 in Santiago de Chile gewann sie die Bronzemedaille über 1500 und 3000 Meter.
Im Juli 1986 nahm Rueda an den Zentralamerika- und Karibikspielen in Santiago de los Caballeros teil. Sie gewann die Goldmedaille im 3000-Meter-Lauf in 9:30,25 Minuten und schlug damit die Titelverteidigerin Sergia Martínez aus Kuba. Am Ende des Jahres startete sie am Silvesterlauf in Rio de Janeiro, wo sie den Schweizer Läufer Daniel Oppliger traf und sich in ihn verliebte. Mit ihm zog sie in die Schweiz nach Corsier. Er wurde ihr Trainer und orientierte sie auf Bergläufe und Marathonläufe um, da sie seiner Meinung nach ihre geringe Körpergrösse und ihr leichtes Gewicht bei Ausdauerläufen noch vorteilhafter nutzen konnte.

### Umstellung auf Bergläufe
Ende Juli 1987 nahm Fabiola Rueda bei den Leichtathletik-Zentralamerika- und Karibikmeisterschaften in Caracas an ihrem letzten internationalen Wettkampf in Südamerika teil. Sie gewann die Bronzemedaille über 1500 und 3000 m. Zwei Wochen später setzte sie ihr Berglauftraining in die Tat um und startete beim Berglauf Sierre–Zinal. Mit einem soliden Rennen sicherte sie sich in 3 Stunden 24 Minuten 14 Sekunden den dritten Platz hinter den Britinnen Véronique Marot und Sally Goldsmith, wobei sie die Berglaufweltmeisterin von 1986, Carol Haigh, knapp schlug. In dieser Spezialdisziplin kaum bekannt, sorgte sie am 22. August in Lenzerheide für eine Sensation, als sie das Frauenrennen der World Mountain Running Trophy mit Leichtigkeit dominierte und als erste südamerikanische Athletin eine internationale Medaille im Berglauf gewann. Sie bestätigte ihr Talent für diese Disziplin, als sie eine Woche später den Matterhornlauf gewann und dabei Karin Möbes besiegte.
Ihre hervorragenden Qualitäten als Bergläuferin stellte Fabiola Rueda unter Beweis, als sie in der Saison des Internationalen Berglaufcups 1988 einen Sieg nach dem anderen einfuhr und in Cressier–Chaumont, Neirivue–Moléson, beim Torrenthorn-Berglauf und bei Frutigen–Adelboden Rekorde brach. Sie sah jedoch, dass Madeleine Nyffenegger sie in der Gesamtwertung bedrohte, setzte sich aber schliesslich mit 17 Punkten Vorsprung durch. Sie gewann das Rennen Montreux–Les-Rochers-de-Naye und stellte mit 1 Stunde 45 Minuten 57 Sekunden einen neuen Rekord auf, der 16 Jahre lang Bestand haben sollte. Bis 2010 gewann sie insgesamt elf Rennen, was ihr den Spitznamen «Königin Fabiola» einbrachte. Am 15. Oktober 1988 wurde sie ihrer Favoritenrolle bei den Berglauf-Weltmeisterschaften in Keswick gerecht und führte das Rennen von Anfang bis Ende an. Sie gewann locker mit über einer Minute Vorsprung vor der Schweizerin Gaby Schütz und holte sich ihren zweiten Titel.
Am 29. Januar reiste Fabiola Rueda nach Buea, um am Guinness-Lauf auf den Kamerunberg teilzunehmen, und trat gegen die Titelverteidigerin, die Britin Helene Diamantides, an. Rueda dominierte das Rennen und gewann in 4 Stunden 42 Minuten 32 Sekunden, womit sie den Rekord von Helene Diamantides um fast eine halbe Stunde unterbot. Anschliessend gewann Rueda den Anstieg nach Alpe d’Huez und stellte den aktuellen Rekord auf 1 h 05 min. Am 16. September sah sie sich bei den Berglauf-Weltmeisterschaften in Châtillon-en-Diois Isabelle Guillot, einer starken Rivalin, gegenüber. Angefeuert von ihrem Heimpublikum, lief Guillot ein ausgezeichnetes Rennen und konnte Rueda Oppliger überholen, um den Weltmeistertitel zu gewinnen. Rueda holte Silber.
Beim Marathon in Hauts-de-Seine im Jahr 1990 wurde Rueda Zweite und stellte mit 2 Stunden 36 Minuten 3 Sekunden eine persönliche Bestzeit auf.
Auch als Doppelbürgerin startete die Schweiz-Kolumbianerin noch unter der Flagge ihrer südamerikanischen Herkunft, insbesondere an den Leichtathletik-Weltmeisterschaften 1991 in Tokio, wo sie auf dem 15. Platz landete und als erste Kolumbianerin ihr Land bei einem Marathon an Weltmeisterschaften vertrat.
Danach lief Rueda-Oppliger für die Schweiz und erlangte mehrere nationale Titel: Siegerin über 10'000 m 1996 und 1998, Schweizer Meisterin bei den Bergläufen 2000 und 2001 und im Marathon 2006.
2013 siegte sie mit 50 Jahren noch einmal beim Aufstieg auf die Alpe d’Huez.

## Privat
Fabiola Rueda wurde in eine einfache Familie hineingeboren. Ihr Vater war Schuhmacher. Sie übernahm nach dem Tod ihrer Mutter die Mutterrolle für ihre acht Geschwister. Trotz der Vorbehalte ihres Vaters gelang es ihr, Zeit für ihre Laufleidenschaft zu finden.
Fabiola Rueda heiratete im Dezember 1988 ihren Trainer Daniel Oppliger aus der Schweiz, den sie 1986 am Silvesterlauf in Rio de Janeiro kennengelernt hatte. Gleichzeitig erlangte sie den Schweizer Pass, startete aber weiterhin noch eine Zeit lang unter ihrer angestammten Nationalität.